# Giải bóng đá Cúp Quốc gia 2008
Giải bóng đá Cúp Quốc gia 2008, tên gọi chính thức là Giải bóng đá Cúp Quốc gia Vinakansai Cement 2008 vì lý do tài trợ, là mùa giải thứ 16 của Giải bóng đá Cúp Quốc gia do Liên đoàn bóng đá Việt Nam (VFF) tổ chức. Diễn ra từ 29 tháng 12 năm 2007 đến 30 tháng 8 năm 2008, giải đấu có sự tham gia của 14 đội bóng thuộc giải chuyên nghiệp và 13 đội bóng thuộc giải hạng Nhất (13 đội). Do công ty Vinakansai Cement, đơn vị chủ quản của Xi măng Vinakansai Ninh Bình là nhà tài trợ chính cho giải đấu, nên đội bóng không được quyền thi đấu tại giải lần này.

## Thể thức thi đấu
27 đội bóng có 22 đội bóng tham dự từ vòng 1/16 và 5 đội theo bốc thăm được miễn vòng đấu này, vào thẳng vòng 1/8.
Giải áp dụng luật thi đấu của FIFA và các quy chế, quy định của Liên đoàn bóng đá Việt Nam.
Các đội đấu loại trực tiếp một lượt trận, nếu hoà sau 2 hiệp chính sẽ đá luân lưu 11 mét để xác định đội thắng (không có hiệp phụ). Hai đội thua ở bán kết cùng xếp thứ ba. Đội đoạt cúp vô địch sẽ dự trận tranh Siêu cúp quốc gia và đại diện Việt Nam tham dự AFC Cup 2009.
Ở vòng 1/16, mỗi đội được đăng ký tối đa 30 cầu thủ (với tối đa 3 cầu thủ nước ngoài). Những đội chưa đăng ký đủ 30 cầu thủ ở vòng 1/16 sẽ được bổ sung tối đa 5 cầu thủ ở vòng 1/8.

## Tiền thưởng
- Vô địch: 250 triệu đồng
- á quân: 125 triệu đồng
- 2 đội thua ở bán kết: 50 triệu đồng
- Thắng trận tứ kết: 30 triệu đồng
- Thắng vòng 2: 20 triệu đồng
- Thắng vòng 1: 10 triệu đồng

## Bảng thi đấu
|  | Round of 16             | Round of 16             |                         |      | Tứ kết | Tứ kết |  |  | Bán kết | Bán kết |  |  | Chung kết | Chung kết |
|  |                         |                         |                         |      |        |        |  |  |         |         |  |  |           |           |
|  | 15 tháng 2 - Nam Định   |                         |                         |      |        |        |  |  |         |         |  |  |           |           |
|  |                         |                         |                         |      |        |        |  |  |         |         |  |  |           |           |
|  | ĐPM Nam Định (pen)      | 0(4)                    |                         |      |        |        |  |  |         |         |  |  |           |           |
|  | ĐPM Nam Định (pen)      | 0(4)                    | 19 tháng 4 - Nam Định   |      |        |        |  |  |         |         |  |  |           |           |
|  | Than Quảng Ninh         | 0(2)                    |                         |      |        |        |  |  |         |         |  |  |           |           |
|  | Than Quảng Ninh         | 0(2)                    | ĐPM Nam Định (pen)      | 1(5) |        |        |  |  |         |         |  |  |           |           |
|  | 16 tháng 2 - Hà Nội     |                         | ĐPM Nam Định (pen)      | 1(5) |        |        |  |  |         |         |  |  |           |           |
|  |                         | Thể Công                | 1(4)                    |      |        |        |  |  |         |         |  |  |           |           |
|  | Thể Công                | Thể Công                | 1(4)                    | 1    |        |        |  |  |         |         |  |  |           |           |
|  | Thể Công                |                         | 25 tháng 6 - Nam Định   | 1    |        |        |  |  |         |         |  |  |           |           |
|  | Hòa Phát HN             | 0                       |                         |      |        |        |  |  |         |         |  |  |           |           |
|  | Hòa Phát HN             | 0                       | ĐPM Nam Định            | 1    |        |        |  |  |         |         |  |  |           |           |
|  | 16 tháng 2 - Nam Định   |                         | ĐPM Nam Định            | 1    |        |        |  |  |         |         |  |  |           |           |
|  |                         | Hà Nội ACB              | 2                       |      |        |        |  |  |         |         |  |  |           |           |
|  | XM Hải Phòng            | Hà Nội ACB              | 2                       | 3(2) |        |        |  |  |         |         |  |  |           |           |
|  | XM Hải Phòng            | 19 tháng 4 - Vinh       |                         | 3(2) |        |        |  |  |         |         |  |  |           |           |
|  | SL Nghệ An (pen)        | 3(4)                    |                         |      |        |        |  |  |         |         |  |  |           |           |
|  | SL Nghệ An (pen)        | 3(4)                    | SL Nghệ An              | 0(4) |        |        |  |  |         |         |  |  |           |           |
|  | 15 tháng 2 - Hà Nội     |                         | SL Nghệ An              | 0(4) |        |        |  |  |         |         |  |  |           |           |
|  |                         | Hà Nội ACB (pen)        | 0(5)                    |      |        |        |  |  |         |         |  |  |           |           |
|  | Hà Nội ACB              | Hà Nội ACB (pen)        | 0(5)                    | 2    |        |        |  |  |         |         |  |  |           |           |
|  | Hà Nội ACB              |                         | 30 tháng 8 - Hà Nội     | 2    |        |        |  |  |         |         |  |  |           |           |
|  | Halida Thanh Hóa        | 0                       |                         |      |        |        |  |  |         |         |  |  |           |           |
|  | Halida Thanh Hóa        | 0                       | Hà Nội ACB              | 1    |        |        |  |  |         |         |  |  |           |           |
|  | 15 tháng 2 - Bình Dương |                         | Hà Nội ACB              | 1    |        |        |  |  |         |         |  |  |           |           |
|  |                         | Bình Dương              | 0                       |      |        |        |  |  |         |         |  |  |           |           |
|  | Bình Dương              | Bình Dương              | 0                       | 7    |        |        |  |  |         |         |  |  |           |           |
|  | Bình Dương              | 20 tháng 4 - Bình Dương |                         | 7    |        |        |  |  |         |         |  |  |           |           |
|  | Cần Thơ                 | 1                       |                         |      |        |        |  |  |         |         |  |  |           |           |
|  | Cần Thơ                 | 1                       | Bình Dương (pen)        | 2(5) |        |        |  |  |         |         |  |  |           |           |
|  | 15 tháng 2 - Đà Nẵng    |                         | Bình Dương (pen)        | 2(5) |        |        |  |  |         |         |  |  |           |           |
|  |                         | SHB Đà Nẵng             | 2(4)                    |      |        |        |  |  |         |         |  |  |           |           |
|  | SHB Đà Nẵng             | SHB Đà Nẵng             | 2(4)                    | 2    |        |        |  |  |         |         |  |  |           |           |
|  | SHB Đà Nẵng             |                         | 25 tháng 6 - Bình Dương | 2    |        |        |  |  |         |         |  |  |           |           |
|  | Đồng Tháp               | 0                       |                         |      |        |        |  |  |         |         |  |  |           |           |
|  | Đồng Tháp               | 0                       | Bình Dương              | 2    |        |        |  |  |         |         |  |  |           |           |
|  | 15 tháng 2 - TP HCM     |                         | Bình Dương              | 2    |        |        |  |  |         |         |  |  |           |           |
|  |                         | Khatoco Khánh Hòa       | 1                       |      |        |        |  |  |         |         |  |  |           |           |
|  | Quân khu 7              | Khatoco Khánh Hòa       | 1                       | 0    |        |        |  |  |         |         |  |  |           |           |
|  | Quân khu 7              | 20 tháng 4 - Nha Trang  |                         | 0    |        |        |  |  |         |         |  |  |           |           |
|  | Khatoco Khánh Hòa       | 5                       |                         |      |        |        |  |  |         |         |  |  |           |           |
|  | Khatoco Khánh Hòa       | 5                       | Khatoco Khánh Hòa       | 3    |        |        |  |  |         |         |  |  |           |           |
|  | 15 tháng 2 - Long An    |                         | Khatoco Khánh Hòa       | 3    |        |        |  |  |         |         |  |  |           |           |
|  |                         | Boss Bình Định          | 2                       |      |        |        |  |  |         |         |  |  |           |           |
|  | Đồng Tâm Long An        | Boss Bình Định          | 2                       | 0(3) |        |        |  |  |         |         |  |  |           |           |
|  | Đồng Tâm Long An        |                         |                         | 0(3) |        |        |  |  |         |         |  |  |           |           |
|  | Boss Bình Định (pen)    | 0(4)                    |                         |      |        |        |  |  |         |         |  |  |           |           |
|  | Boss Bình Định (pen)    | 0(4)                    |                         |      |        |        |  |  |         |         |  |  |           |           |

## Vòng sơ loại
|  | v |  |
|  | - |  |
|  |   |  |

|  | v |  |
|  | - |  |
|  |   |  |

|  | v |  |
|  | - |  |
|  |   |  |

|  | v |  |
|  | - |  |
|  |   |  |

|  | v |  |
|  | - |  |
|  |   |  |

|  | v |  |
|  | - |  |
|  |   |  |

|  | v |  |
|  | - |  |
|  |   |  |

|  | v |  |
|  | - |  |
|  |   |  |

|  | v |  |
|  | - |  |
|  |   |  |

|  | v |  |
|  | - |  |
|  |   |  |

|  | v |  |
|  | - |  |
|  |   |  |

## Vòng 1/8
|  | v |  |
|  | - |  |
|  |   |  |

|  | v |  |
|  | - |  |
|  |   |  |

|  | v |  |
|  | - |  |
|  |   |  |

|  | v |  |
|  | - |  |
|  |   |  |

|  | v |  |
|  | - |  |
|  |   |  |

|  | v |  |
|  | - |  |
|  |   |  |

|  | v |  |
|  | - |  |
|  |   |  |

|  | v |  |
|  | - |  |
|  |   |  |

## Tứ kết
|  | v |  |
|  | - |  |
|  |   |  |

|  | v |  |
|  | - |  |
|  |   |  |

|  | v |  |
|  | - |  |
|  |   |  |

|  | v |  |
|  | - |  |
|  |   |  |

## Bán kết
|  | v |  |
|  | - |  |
|  |   |  |

|  | v |  |
|  | - |  |
|  |   |  |

## Chung kết
| 30 tháng 8 năm 2008 | Hà Nội ACB                                                                                           | 1 – 0    | Becamex Bình Dương | Sân Hàng Đẫy, Hà Nội                           |  |
| 15:30               | Trương Huỳnh Điệp 2' · Nguyễn Hải Nam (20) 7' · Trần Tuấn Anh (16) 51' · Nguyễn Thanh Hải (26) 90+4' | Chi tiết | Philani (10) 49' · Nguyễn Ngọc Thanh Tuấn (9) 64' · Vũ Như Thành (23) 74' · Fabio Herbert De Souza (26) 87' · Huỳnh Quang Thanh (20) 88' | Lượng khán giả: 1.000 Trọng tài: Đặng Thanh Hạ |  |

| Vô địch Cúp Quốc gia 2008 Hà Nội - ACB Lần thứ hai |